# 斯塔里察 (別里斯拉夫區)
47°8′12″N 33°17′2″E / 47.13667°N 33.28389°E
斯塔里察（烏克蘭語：Стариця）是位於烏克蘭南部的村莊，由赫爾松州別里斯拉夫區的博羅津斯凱市鎮負責管轄。該村始建於1949年，面積0.63平方公里，海拔高度68米，2001年人口118，人口密度每平方公里187人。